# 新興里 (臺南市南區)
新興里位於臺灣臺南市南區五妃街、西門路一段、新興路與三官路區域間。北、東、南至西順時針分別與「新昌里」、「大成里」、「田寮里」ˋ「再興里」銜接。本里原本是「田寮里」之一部份，1975年行政區域整編後，由位處新興路北側部分分割而成，故命名為「新興里」。

## 里內公共設施
新興里活動中心

### 學校
- 新興國小

### 公園
新興社區公園

## 外部連結
- 臺南市南區新興國小
- 黃金南區好行-南區區公所 （页面存档备份，存于）